# Aratás

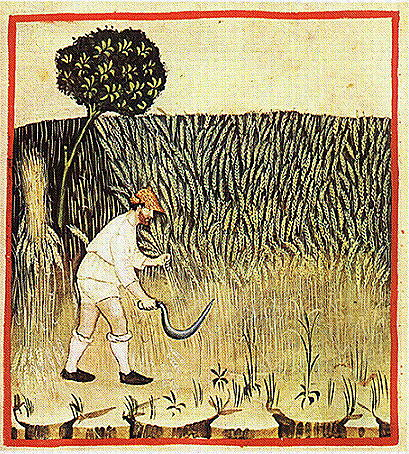
Aratás sarlóval, illusztráció a Tacuinum sanitatis című gyógyászati és orvosbotanikai kézikönyvből, 14. század

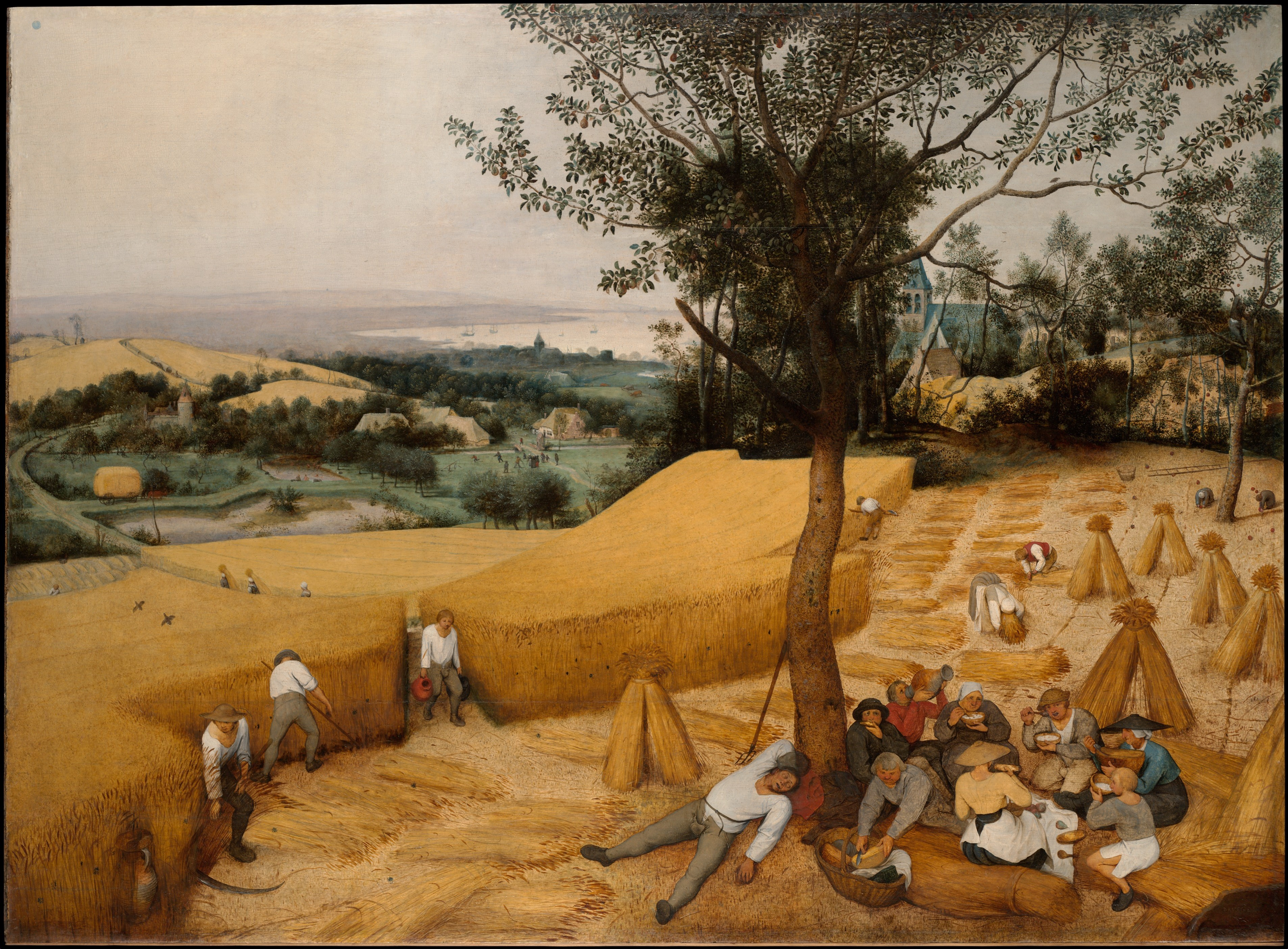
Aratók, 16. századi németalföldi festmény

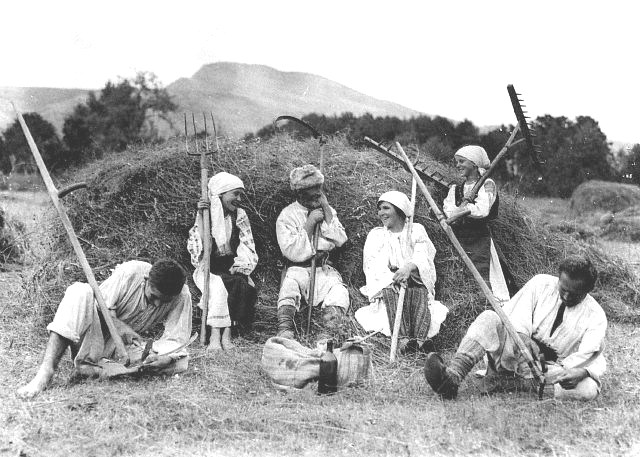
Aratók Romániában az 1920-as években

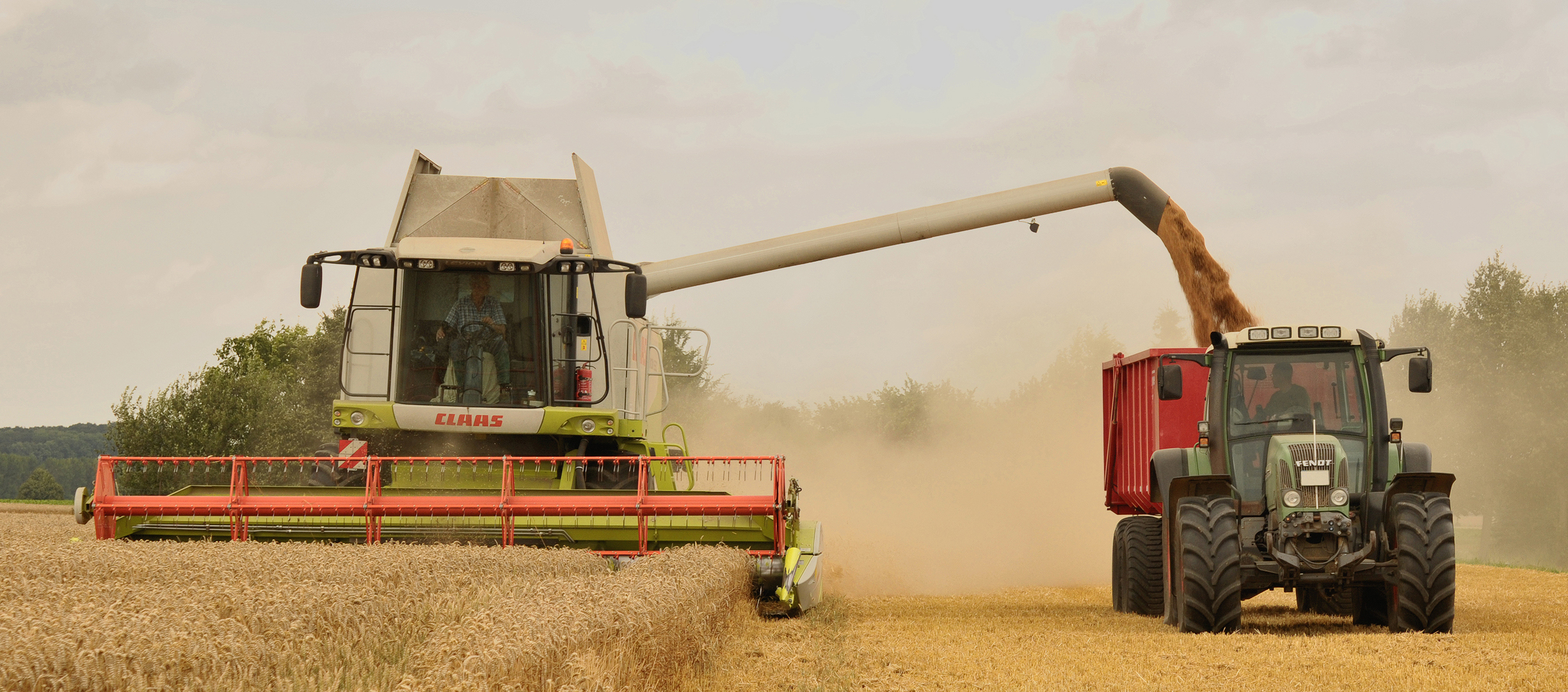
A modern korban már inkább kombájnokat használnak

Az aratás a megérett szálasgabona; búza, árpa levágásának és betakarításának műveletsora, már a vadászó-gyűjtögető ősemberek is arattak.

## Az aratás története
Az aratás; vágóeszközzel folytatott aratás első nyomai a Közel-keletre vezetnek, az erre utaló leletanyag is innen került elő az i. e. 6500 körüli időkből.

### Aratás sarlóval
Az emberiség aratószerszáma hosszú ideig a sarló volt, amellyel az aratás nem igényelt különösebb munkaszervezést. Az arató amit learatott, kévébe is kötötte.
A 18–19. századi fejlettebb munkaszervezetben a sarlós arató társaival egy sorban a gabonatábla szélességében haladt. Bal kézzel megfogott egy köteg gabonát és jobb kézzel a földtől mintegy 25–30 cm-re elvágta a szárát, majd letette maga mellé. Átlagosan 2–6 arató után dolgozott egy kötöző, aki szalmakötéllel puszta kézzel vagy kévekötő bottal kévébe kötötte a fogásokból összerakott markokat. A sarlós aratás fejlettebb munkaszervezetében az aratást asszonyok, a kötözést férfiak végezték. Kis parcellákon vagy ott, ahol nem tudták biztosítani a megfelelő munkaerőt, megmaradt a régi forma, a férfiak és nők egyaránt arattak és ki-ki kévébe kötötte, amit levágott.
A sarlós aratás termelékenyebb módja a nyugat Magyarországon elterjedt, széles pengéjű kaszasarlóval folytatott munka volt, melynek során az arató nem fogta meg a szálakat, hanem a tövükre suhintva a földre fektette őket.
A sarlós aratásnál minimális volt a szemveszteség és gyommagvak is ritkán kerültek a tiszta szem közé, de maga a munkafolyamat hosszadalmasabb volt, gyakran a nyár végéig is eltartott.

### Aratás kaszával
Európában először a 15. században a Németalföldön terjedt el a kaszával való aratás, néhány évtizeddel később a 15. század második felében például már Magyarországon, a Dél-Alföldön is arattak kaszával. A kontinens egész területén azonban csak a 20. század elejére terjedt el ez az aratási mód, mely fokozatosan szorította ki a sarlós aratást, de csak a 19. század második felében a gabonakonjunktúra idején jutott túlsúlyra a Kárpát-medencében. Azonban néhány magasabban fekvő helyen, mint például Erdélyben – még az 1950–1960-as években is sarlóval arattak.
A kaszás aratás munkamenete több mozdulat pontos összehangolásából álló munkafolyamat: A kaszás arató a jobb lábával előre lép, jobb karjával a kaszát annyira fölemeli, hogy annak hegye a levágandó gabona széléig érjen, aztán erősen balfelé suhint. A jobb kéz a mell előtt keresztbe lendül, és a bal kar oldalt kinyúlik. A kasza ív alakban 2–5 cm magasan vágja el a szárat. A kaszás ezután bal lábával lép előre és megismétli a mozdulatot.
A kaszás aratás terén többféle munkamódszer volt elterjedve:
1/ Kötetlen aratás:
- A kaszások a gabonát rendre vágták, a földre terítették. Nem kötötték kévébe, nem rakták keresztbe, hanem a villások villával vagy gereblyével kisebb csomókba (csirke, petrence, rudas) rakták, majd nagyobb egységekbe (rudas, vontató, boglya) és azután szállították nyomtatni.
A kaszás aratás kezdetekben Magyarországon is ezt a munkamódszert alkalmazták a régi feljegyzések; dézsmajegyzékek, deftirek szerint.
A termés gyors betakarításának szüksége azonban rászorította a gabonatermelőket, a munka racionalizálása szorította rá a parasztokat a szénamunkához hasonló gabonakezelési módra.
2/ Rendre vágó kévéző aratás:
- A gabonát rendre vágták. Kézzel, sarlóval, marokszedő horoggal vagy villával, gereblyével kévékbe gyűjtötték és bekötve keresztekbe rakták. Ez a munkamódszer egészen a 19. század közepéig – kiváltképp a tavaszi gabonáknál – elterjedtebb volt a kötetlen kaszás aratásnál, és még a 20. század elején is sokfelé gyakorlatban volt, főképp a Kárpát-medence középső területein.
3/ Rávágó kévéző aratás:
- A gabonát a kaszás rávágta, azaz úgy sújtott, hogy a kaszára szerelt takaró (csapó) segítségével a gabona nem a tarlóra, hanem az előtte álló sorra dőlt. Az így keletkezett terítéket a kaszás után haladó marokverő (marokszedő, kettőző) – ezt a munkát rendszerint nő végezte – puszta kézzel, sarlóval vagy marokszedő horoggal összegyűjtötte és az előre elkészített szalma- vagy búza-illetve rozsszálból font kötélbe tette.
Ezt az aratási módot a Németalföldön már a 16. század végén is ismerték. A rávágó kévéző aratást hazánkban sem végezték a 18. század előtt, a 19–20. században azonban a magyar paraszti gazdálkodásban már ez a forma volt a legelterjedtebb aratási mód. A sarlós aratást legtöbb helyen ez váltotta föl.

### A kézi aratás szerszámai

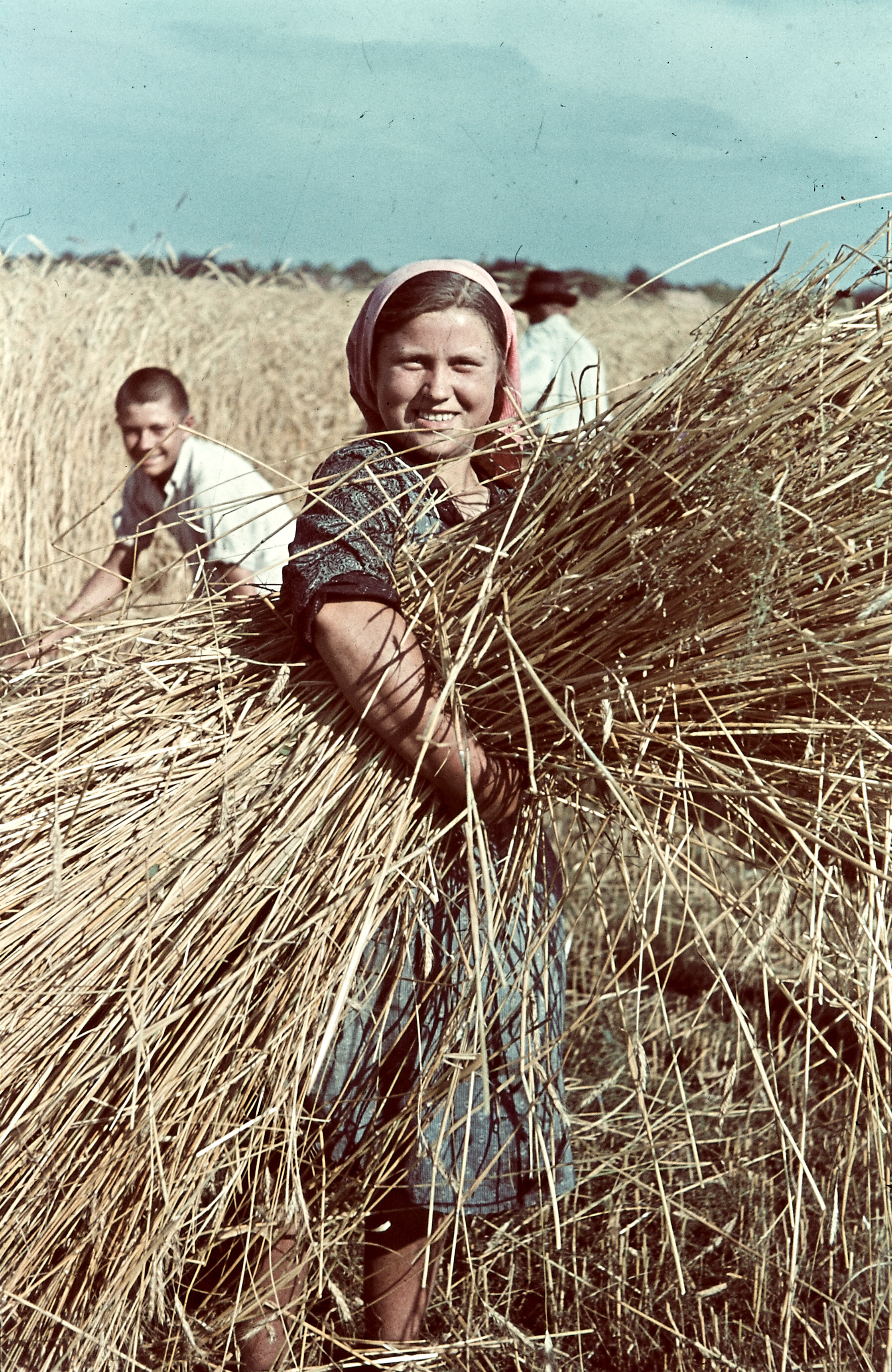
Kévét kötő nő. Kézi aratás Magyarországon 1938-ban

- Az aratás eszközei: a sarló és a kasza, melyek kialakulását a vas feltalálása tette lehetővé. A sarló megjelenése Európában a keltákhoz kapcsolható. Az általuk lakott területeken a régészeti leletek szerint mindenütt, így Magyarországon is elterjedt volt. A horgas sarló pengéje idővel kiegyenesedett, meghosszabbodott, hosszabb nyelet kapott, ami kezelője nagyobb lendületével és erőkifejtésével nagyobb teljesítményt tett lehetővé. Ugyanekkor kialakult a speciálisan aratásra használt, hátratört nyakú ún. ívsarló, a későbbi aratósarló közvetlen őse, a rövid kasza pedig a fűvágás szerszáma lett.
- A kaszanyelet erdős vidékek fafaragó falvaiban háziiparban készítették, és távoli tájakra vitték eladni vásározók, vándorárusok útján. Falusi bognárok is foglalkoztak előállításával.
A 19–20. századi paraszti gazdálkodásában a magyar nyelvterületen a kaszák közt minimálisra csökkentek a formai különbségek. Leginkább a mankók (kocs, kacs) számában (1 vagy 2) és a nyél hosszúságában maradtak kisebb eltérések.
A Tiszaháton, Lónyán például az egykocsú kaszanyelet használták, addig a Szatmári-síkság déli részén már kis- és nagymankós kaszanyél volt, és ugyancsak ezt használták a debreceni gazdák is Békés megyében pedig már csak két kaccsos kaszáról írtak. A formák elterjedéséhez nagyban hozzájárultak a mezőgazdasági eszközök vándorárusai, a vásározók és az idegen tájakról érkező aratók is. A különböző vándorárusok a szatmári és beregi tájakon is megjelentek.

### Aratások a múltban

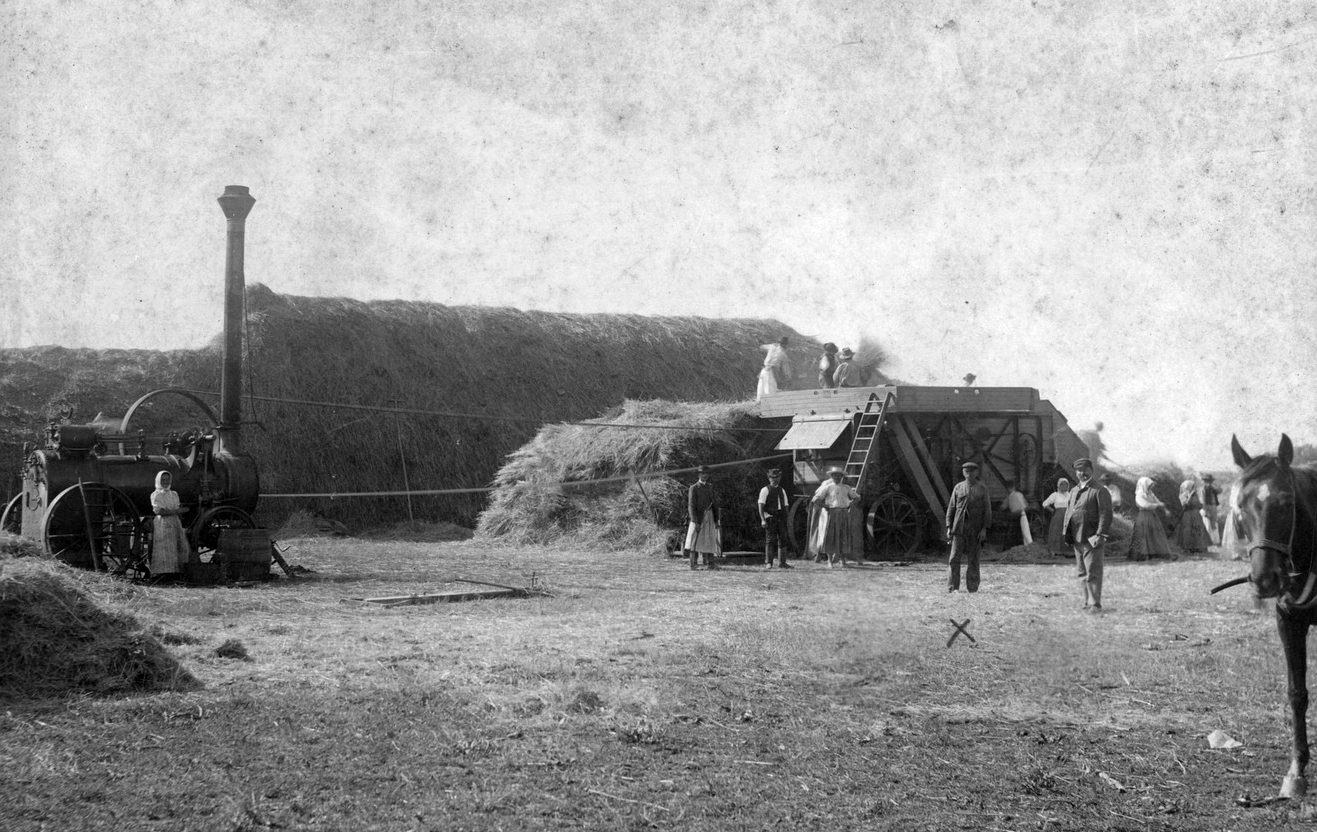
A Hofherr-Schrantz-Clayton-Shuttleworth Gépgyári Művek Rt. cséplőgépe 1912-ben

A magyar Simplicissimus 1683. évi leírása szerint a Felső-Tisza vidékén: "az aratást rendszerint nem maguk végzik, hanem vannak Kassán emberek, akik aratás idején 50 és több lengyel és rusznyák paraszttal a Tisza vidékén, s azon túl aratni járnak. Ezek néha egész falvak termésének levágását elvállalják és bérül a negyedik, ötödik, hatodik vagy hetedik keresztet kapják. A nekik járó részt nagy hirtelen csépekkel kiverik, a szalmát otthagyják. Azt azonban kikötik, hogy a gabonát haza szállítsák nekik".
A régi leírások gyakran emlegették például ugyancsak a Felső-Tisza-vidékén a ruszin aratómunkásokat, kiket az 1930-as évek közepétől 1944 nyaráig még nagy számban foglalkoztattak a magyar gazdák.
A feljegyzések szerint például Lónyára Volóc, Munkács és Nagyberezna környékéről jöttek, Fehérgyarmatra Léczfalva, Bábakút, Iváskófalva ruszinjai jártak aratni, míg Penyigére Jalova , Beregsziklás (Serbóc) és Vezérszállás aratói jártak dolgozni, és a magukkal hozott gazdasági szerszámok közül a gereblyét a magyar gazdáknál hagyták. Rozsályon pedig arra emlékeztek, hogy a ruszinok sarlóval és kaszával is arattak. A beregi Tóhát falvaiba pedig Galíciából Polyákok jöttek aratni, kiknek asszonyai sarlóval vágták a gabonát, míg a férfiak csépeltek. A fizetést résziben kapták, minden 14-15. kéve búza volt az övék, de az emlékezet fenntartotta a Nyírségbe lejáró ruszin és szlovák aratómunkásokat is.

### Cserekereskedelem gabonával
Az elmúlt századokban a trianon óta Romániához tartozó Avasság falvaiból - ahol nyáron bőven termett a gyümölcs - a románok a Szatmári-síkság falvaiba: Rozsályra, Kishodosra és Nagyhódosra nyáron körtét, almát, télen aszalt szilvát hoztak, melyet leginkább búzáért adták.
A Tisza- és Szamoshát vidékéről egykor tutajokon, szekereken szállították a szilvát, almát és a szilvapálinkát a szomszédos alföldi megyékbe, de idejártak szilváért az Ecsedi-láp vidékéről és Szabolcsból is, cserébe gabonát adtak érte. A Panyolaiak például szekereken (tengelyen) szállították a sót Máramarosból s vitték tovább a Nyírségbe, ahol gabonáért adták tovább.